# Tonsillitis
Tonsillitis, ook wel angina of keelangina genoemd, is een ontsteking van de keelamandelen (tonsillen). 

## Oorzaken
Tonsillitis wordt meestal veroorzaakt door een virus, maar ook streptokokken kunnen de veroorzakers zijn. 

## Symptomen
Bij tonsillitis zijn de keelamandelen opgezwollen en rood, waarbij soms witte stippen en pus zichtbaar worden. De patiënt ervaart keelpijn. Ook de lymfeklieren in de hals kunnen pijnlijk en opgezwollen zijn. Het kan zijn dat de persoon tijdens het eten ook sneller gaat kokhalzen, omdat de keelamandelen opgezwollen zijn.

## Behandeling
Behandeling van tonsillitis bestaat, omdat de aandoening meestal veroorzaakt wordt door een virus, voornamelijk uit een afwachtend beleid. Bij een bacteriële infectie is de behandeling het oraal toedienen van penicilline gedurende een week. In geval van zich telkens herhalende tonsillitis kunnen de amandelen operatief verwijderd worden (tonsillectomie). Deze operatie wordt de laatste jaren echter steeds minder uitgevoerd omdat de toegevoegde waarde ervan vaak beperkt is, tenzij er sprake is van meerdere keelontstekingen per jaar.